# Reiner Keller (Hydrologe)
Franz Stephan Reiner Keller (* 1. Januar 1921 in Jünkerath; † 13. Mai 1995 in Bad Krozingen) war ein deutscher Geograph und Hydrologe.

## Leben und Wirken
Reiner Keller begann seine wissenschaftliche Laufbahn in der Universität Bonn. 1944 promovierte er dort mit einer geographisch klimatheologischen Arbeit bei Carl Troll. Die Habilitation folgte 1951 an der gleichen Universität mit einer Arbeit zum Wasserhaushalt der rheinischen Landschaften und Flussgebiete.
Nach mehreren Jahren als Privatdozent Geographie und Hydrologie wurde er 1958 in Bonn zum Professor ernannt und übernahm die Leitung der Abteilung Hydrologie und Klimatologie am geographischen Institut. 1965 folgte er dem Ruf auf den Lehrstuhl für Geographie an die Universität Freiburg. Auf seine Initiative hin wurde dieser Lehrstuhl 1972 in eine Professur für Geographie und Hydrologie umgewandelt und mit einem Diplomstudiengang ausgestattet. Im Jahr 1985 wurde Reiner Keller emeritiert.

## Forschungsengagements
Reiner Keller gehörte über Jahrzehnte zahlreichen nationalen und internationalen Fachgremien in den Bereichen Hydrologie, Wasserwirtschaft und Umweltforschung an. Er war in leitenden Funktionen der Deutschen Forschungsgemeinschaft, der hydrologischen Kommission der Internationalen geographischen Union, dem deutschen Nationalkomitee für internationale hydrologische Dekade, dem internationalen Hydrologischen Programm der UNESCO sowie im Zentralausschuss für deutsche Landeskunde tätig.
Auf nationaler und internationaler wissenschaftlicher und politischer Ebene war sein Sachverstand sein Blick für die Zusammenhänge und neuere Entwicklungen gleichermaßen anerkannt und geschätzt. Dabei sind seine Arbeiten zu den agronomischen und klimatischen Trockengrenzen hervorzuheben. Einen Höhepunkt im wissenschaftlichen Werk Reiner Kellers bedeutete die Gesamtleitung des Projektes Hydrologischer Atlas der Bundesrepublik Deutschland.

## Ehrungen und Auszeichnungen
Rainer Keller wurde für sein Engagement mit der Verleihung der Ehrendoktorwürde der Ludwig-Maximilians-Universität München (1986) und der Ehrenmitgliedschaft in der Serbischen Geographischen Gesellschaft gewürdigt.

## Publikationen (Auswahl)
- Gewässer und Wasserhaushalt des Festlandes: eine Einführung in die Hydrographie, Teubner, Stuttgart 1962.
- Die grossen Seen Nordamerikas. Wissenschaftliche Buchgesellschaft, Darmstadt 1969.
- Hydrologie. Wissenschaftliche Buchgesellschaft, Darmstadt 1980.
- Hydrologie und Wasserwirtschaft. Kirchzarten 1986.